# Der letzte Jude in Winniza
Der letzte Jude in Winniza (alternativ: Der letzte Jude von Winniza) hat sich als Titel einer Schwarzweiß-Fotografie aus den frühen 1940er-Jahren etabliert, die die bevorstehende Erschießung eines Juden durch einen Angehörigen der deutschen Einsatzgruppen vor einem Massengrab zeigt. Viele Details der Aufnahme sind nach wie vor ungeklärt. Jahrzehntelang wurde die ukrainische Stadt Winnyzja oder die gleichnamige Oblast als Tatort angenommen; jüngste Forschungen lassen dagegen den Schluss zu, dass die Exekution in Wirklichkeit in Berdytschiw stattfand. Ungeachtet aller Unklarheiten im Einzelnen galt und gilt die Aufnahme als herausragendes, „ikonisches“ Dokument der Judenvernichtung in Osteuropa und wird seit Jahrzehnten in themenbezogenen Publikationen verwendet.

## Titel
Im deutschen Sprachraum ist das Bild unter dem Titel Der letzte Jude in Winniza (alternativ: Der letzte Jude von Winniza) bekannt. Winniza ist der Name, den die Stadt Winnyzja während der deutschen Besatzung ab 1941 trug. Im englischen Sprachraum wird das Bild üblicherweise als The Last Jew in Vinnitsa (alternativ: The Last Jew of Vinnitsa) betitelt.
Die Entstehung des Titels Der letzte Jude in Winniza ist nicht geklärt. Einer verbreiteten Erzählung zufolge geht er auf eine handschriftliche Notiz mit diesem Wortlaut zurück, der auf einem frühen Abzug des Bildes stehen soll. Auf einem 1961 bekannt gewordenen Abzug fehlt eine solche Anmerkung.

## Beschreibung
Das hochformatige Bild zeigt einen dünnen Mann, bekleidet mit langem dunklen Mantel und weißem Hemd, der am Rand eines offenen Massengrabs kniet. Der Mann blickt in die Kamera, die leicht erhöht steht. Das Massengrab unter ihm ist bereits mit Leichen gefüllt. Links hinter dem knieenden Mann steht ein Uniformierter, der auf ihn blickt und mit ausgestrecktem Arm eine Pistole auf sein Genick richtet. Seine Uniform hat schwarze Kragenspiegel. Im Hintergrund stehen uniformierte Soldaten und Angehörige des Reichsarbeitsdienstes und schauen dem Vorgang zu. Die Gesichtszüge des knieenden Mannes, des Schützen und zahlreicher Zuschauer sind klar zu erkennen.

## Bekannte Abzüge
Von der Fotografie Der letzte Jude in Winniza sind ausschließlich Papierabzüge bzw. -reproduktionen sowie spätere Digitalisierungen bekannt. Der Verbleib des Negativs der Aufnahme ist ungeklärt.:357
Während des Zweiten Weltkriegs und danach dürften zahlreiche Abzüge der Aufnahme kursiert sein. Ein Abzug wurde 1961 international bekannt, ein weiterer 2021. Beide unterscheiden sich in Qualität und Zuschnitt voneinander.

### Die United-Press-Veröffentlichung
International verbreitet wurde das Bild erstmals 1961 durch die US-amerikanische Nachrichtenagentur United Press International (UP). Die Veröffentlichung fiel zeitlich zusammen mit dem weltweit beachteten Prozess gegen Adolf Eichmann in Jerusalem. Die Zeitschrift The Forward veröffentlichte das Bild 1961 ganzseitig.
Wie dieser Abzug des Fotos in den Besitz von UP gelangte, ist nicht eindeutig geklärt. Hierzu gibt es stark voneinander abweichende Berichte. Die am weitesten verbreitete Version geht davon aus, dass ein polnischer Überlebender des KZ Allach nach dessen Befreiung einen Abzug des Bildes in München fand und ihn an sich nahm. Dieser Überlebende, der nach Kriegsende in die USA emigrierte und dort den Namen Al Moss annahm, soll das Bild 1961 angesichts der Berichterstattung über den Eichmann-Prozess der Nachrichtenagentur UP übergeben haben. Nach anderen Darstellungen wurde es in einem Fotoalbum eines ehemaligen Mitglieds der Einsatzgruppen oder in der Tasche eines toten Soldaten gefunden.
Die Vorlage des von UP veröffentlichen Bildes befindet sich in der Holocaust-Sammlung des Kenyon College.

### Die Walter-Materna-Papiere
Ein weiterer Abzug des gleichen Negativs wurde 2021 im Zusammenhang mit den sogenannten Walter-Materna-Papieren bekannt.
2021 erhielt das United States Holocaust Memorial Museum (USHMM) in Washington, D.C., die Tagebücher des 1898 geborenen österreichischen Wehrmachtssoldaten Walter Materna, der seit Juni 1941 im Dienstgrad eines Leutnants als Anführer eines Baubataillons im Generalgouvernement eingesetzt war. In seinem Tagebuch gab Materna unter dem 28. Juli 1941 den Bericht zweier Wehrmachtssoldaten wieder, die ihm von der kurz zuvor durchgeführten Erschießung von „70 Juden und einem Arier“ in der „Zitadelle von Berditschew“ erzählten. Den Berichten zufolge mussten einzelne Juden nach namentlichem Aufruf am Rand eines Massengrabes knien und wurden „von einem SS-Mann“ vor zahlreichen Zuschauern durch Genickschuss getötet.:351 Nach Maternas Darstellung war er selbst nicht Zeuge der Hinrichtungen.
In diesem Tagebuch befand sich ein Abzug des Bildes, das seit 1961 als Der letzte Jude von Winniza bekannt ist. Der Ausschnitt von Maternas Bild ist größer als der des UP-Abzugs, zugleich ist Maternas Abzug schärfer, heller und kontrastreicher. Im Gegensatz zum UP-Bild von 1961 sind auf ihm im Hintergrund mehrere Gebäude klar zu erkennen. Auf der Rückseite des Bildes ist handschriftlich notiert: „Ende Juli 1941. Hinrichtung von Juden durch SS in der Zitadelle von Berditschew“ und „28. Juli 1941“.:353
Die Walter-Materna-Papiere wurden 2023 von dem Historiker Jürgen Matthäus erstmals wissenschaftlich ausgewertet.

## Einzelheiten
Wesentliche Einzelheiten der Aufnahme sind nach wie vor nicht sicher geklärt.

### Urheber
Der Fotograf ist unbekannt.:357 Jürgen Matthäus nimmt an, dass Walter Materna, in dessen Tagebuch ein Abzug des Bildes gefunden wurde, nicht selbst der Fotograf war, sondern den Abzug von einem anderen Soldaten erhalten hat; der Austausch von Bildern sei unter Soldaten in dieser Zeit üblich gewesen.:352 Eine 2016 erschienene Veröffentlichung sieht in der Aufnahme keinen Schnappschuss, sondern ein von einem professionellen Fotografen erstelltes und womöglich auch vorbereitetes Foto.

### Örtlichkeit
In den ersten Jahrzehnten nach der Veröffentlichung des UP-Abzugs 1961 war allgemeine Auffassung, dass die Aufnahme in der Stadt Winnyzja oder in der gleichnamigen Oblast entstanden ist. Diese Zuordnung beruhte ausschließlich auf der kolportierten handschriftlichen Notiz auf dem UP-Abzug.
Nach Bekanntwerden der Materna-Papiere ordnete Jürgen Matthäus 2023 die Fotografie neu ein. Matthäus vermutet, dass Materna in seinem Tagebucheintrag unter dem 28. Juli 1941 genau den Exekutionsprozess beschrieben hat, der auf der Fotografie Der letzte Jude in Winniza festgehalten ist. Er stützt diese Annahme auf inhaltlich übereinstimmende Details des beschriebenen Hergangs mit der bereits seit 1961 bekannten Fotografie sowie auf den Umstand, dass der Schilderung Maternas ein (weiterer) Abzug der Fotografie beigefügt war. Matthäus schließt daraus, dass nicht Winnyzja der Ort des Geschehens war, sondern die ukrainische Stadt Berdytschiw in der Oblast Schytomyr.:352 Berdytschiw liegt etwa 70 km nördlich von Winnyzja. Die Zitadelle von Berdytschiw war im Juli und August 1941 der Schauplatz zahlreicher Hinrichtungen ukrainischer Juden.
Die auf dem Materna-Abzug im Hintergrund erkennbaren Gebäude wurden bislang nicht identifiziert.

### Zeitpunkt
Die zeitliche Zuordnung der Aufnahme war lange unklar. Nachdem Deutschland die Sowjetunion am 22. Juni 1941 überfallen und die Stadt Winnyzja am 19. Juli 1941 eingenommen hatte, begann die Judenvernichtung in der Ukraine bereits im Frühsommer 1941. Wissenschaftler der Gedenkstätte Yad Vashem datierten die Aufnahme auf den Juli 1941, andere gingen vom Januar 1942 aus, vereinzelt wurde auch das Jahr 1943 für möglich gehalten.
Ausgehend von den handschriftlichen Notizen auf dem 2021 gefundenen Materna-Abzug der Fotografie lässt sich die gezeigte Exekution dem 28. Juli 1941 zuordnen.

### Personen
Keine Klarheit besteht bei der Identität der abgebildeten Personen. Weder das Opfer noch der Schütze:357 oder die Zuschauer konnten bisher identifiziert werden. Der Schütze wird wegen der schwarzen Kragenspiegel seiner Uniform üblicherweise der Einsatzgruppe C oder D zugeordnet.

## Rezeption
Die Aufnahme ist „eines der bekanntesten Fotos des Holocaust“; es wird vielfach als „ikonisch“ bezeichnet. Der Historiker Guido Knopp hält es für „ein erschütterndes Dokument des Holocausts: Umgeben von einer Menge gaffender Zuschauer, darunter auch Angehörige der Wehrmacht, hält ein SS-Mann am Rand einer Grube, in der schon zahlreiche Leichen liegen, einem Mann die Pistole an den Kopf.“ Seine besondere Wirkung entfalte das Foto, weil man dem Opfer, dem Täter und den Schaulustigen ins Gesicht sehen kann.

## Verwendungen
Die Fotografie Der letzte Jude in Winniza wurde und wird weltweit in zahlreichen Publikationen zur Judenvernichtung verwendet, teilweise auch als Coverfoto. Ein Abzug des Bildes war zeitweise Bestandteil der Dauerausstellung Fragen an die deutsche Geschichte im Bundestag.
Gelegentlich findet das Bild auch außerhalb geschichtswissenschaftlicher Zusammenhänge Verwendung. So zeigt das Cover des 1984 veröffentlichten Albums Victim in Pain der New Yorker Hardcore-Band Agnostic Front einen quadratischen Ausschnitt des Bildes.